# Клинер
«Кли́нер» (англ. Cleaner) — британский художественный фильм режиссёра Мартина Кэмпбелла, вышедший в 2025 году. Главную роль в фильме исполнила Дейзи Ридли.

## Сюжет
Сюжет фильма разворачивается в Лондоне. Активисты-радикалы захватывают заложников на ежегодном торжественном мероприятии энергетической компании в самом высоком небоскрёбе Западной Европы The Shard, чтобы разоблачить коррупцию глав корпорации. Но, вскоре, в их дело вмешивается экстремист, готовый уничтожить всех, кто находится в здании, чтобы донести до мира своё послание. Но к несчастью захватчиков, на внешней стороне здания, подвешенной в люльке на высоте 90 этажей находится Джоуи Локк (Дэйзи Ридли), бывший солдат, ставшая мойщицей окон. Девушка, в совершенстве владеющая навыками рукопашного боя, должна убить всех захватчиков, спасти тех, кто оказался в ловушке, а также найти способ привлечь к ответственности коррумпированных магнатов.

## В ролях
- Дейзи Ридли — Джоуи Локк
- Клайв Оуэн
- Таз Скайлар

## Производство
Режиссёром фильма выступил Мартин Кэмпбелл, продюсерами — Себастьен Райбо и Каллум Грант.
В мае 2023 года на главную роль была утверждена Дейзи Ридли. Позже в том же месяце к фильму присоединился Клайв Оуэн. В октябре 2023 года к фильму присоединился Таз Скайлар.
По сообщениям Screen Daily, съёмки начались в Лондоне в сентябре 2023 года. Первые фотографии со съёмок Ридли в Лондоне появились в СМИ в октябре 2023 года.

## Выход
Компания Sky Original Film приобрела права на фильм и планирует выпустить его на стриминговом сервисе Sky Cinema в начале 2025. Выпуск фильма в кинотеатрах был намечен на 21 февраля 2025.

## Отзывы и оценки
Фрэнк Шек в рецензии для The Hollywood Reporter дал фильму положительный отзыв и написал: «Режиссёр явно знает толк в подобном материале, в результате чего получились напряжённые, хорошо поставленные экшн-сцены, которые делают фильм достаточно увлекательным для его короткого хронометража».
Роберт Койдер в рецензии для Flickering Myth оценил фильм в 3/5 и пишет: «Этот фильм заслуживает того, чтобы найти свою аудиторию; 10 или 15 лет назад он бы развлекал зрителей в мультиплексах и, скорее всего, собрал бы солидные кассовые сборы. Вся голливудская система нуждается в чистке».
Поставив оценку 3/4, Мик Ласалль в рецензии для San Francisco Chronicle пишет: «„Клинер“ — это добротный триллер в духе „Крепкого орешка“, который выигрывает благодаря умелой режиссуре Кэмпбелла и игре Ридли, которая медленно, но верно показывает себя как исполнительница широкого диапазона и привлекательности».